# Tacka Herren
Tacka Herren (latin: Confitemini Domino), är en fransk psalm från kommuniteten i Taizé. Texten är hämtad från Psaltaren 118:1 och 136:1. Musiken är komponerad av Jacques Berthier.
"Tacka Herren, ty han är god,

Hans nåd varar evigt.

Tacka Herren, ty han är god,

Halleluja."

## Publicerad i
- Sånger från Taizé 1992 som nummer 14.
- Verbums psalmbokstillägg 2003 som nummer 777 under rubriken "Att leva av tro: Glädje — tacksamhet".[1]
- Psalmer och Sånger 1987 som nummer 868 under rubriken "Psaltarpsalmer och andra sånger ur Bibeln".[2]
- Sånger från Taizé 2006 som nummer 21.[1]
- Ung psalm som nummer 125.[1]
- 2013 års Cecilia-psalmbok som nummer 23.[1]
- Sång i Guds värld Tillägg till Svensk psalmbok för den evangelisk-lutherska kyrkan i Finland 2015 som nummer 876 under rubriken "Gudstjänstlivet".